# Bombardements de Tokyo
Guerre du Pacifique

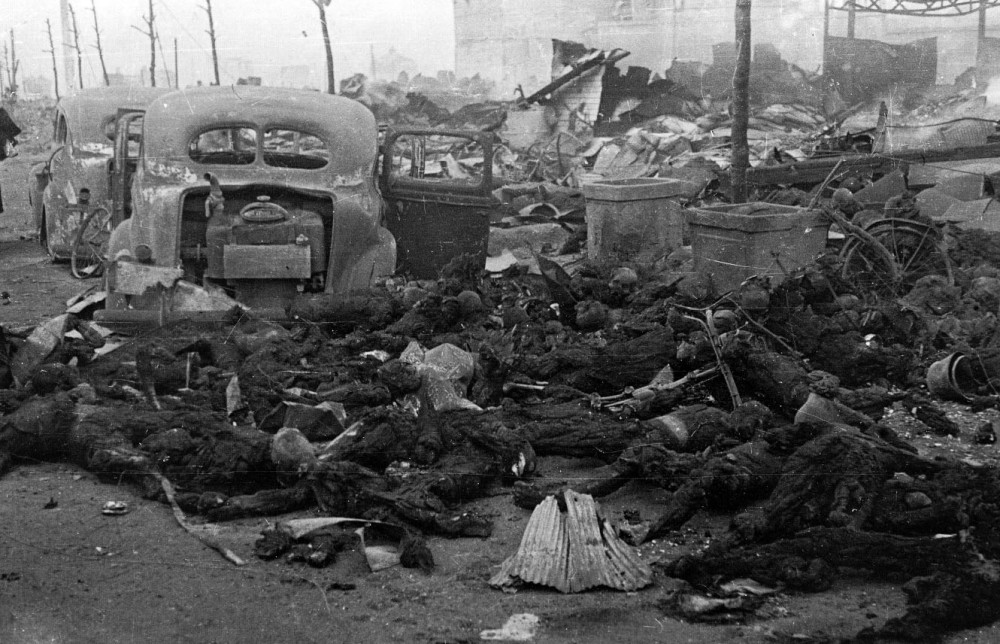
Civils morts dans la nuit du 9 et 10 mars 1945.

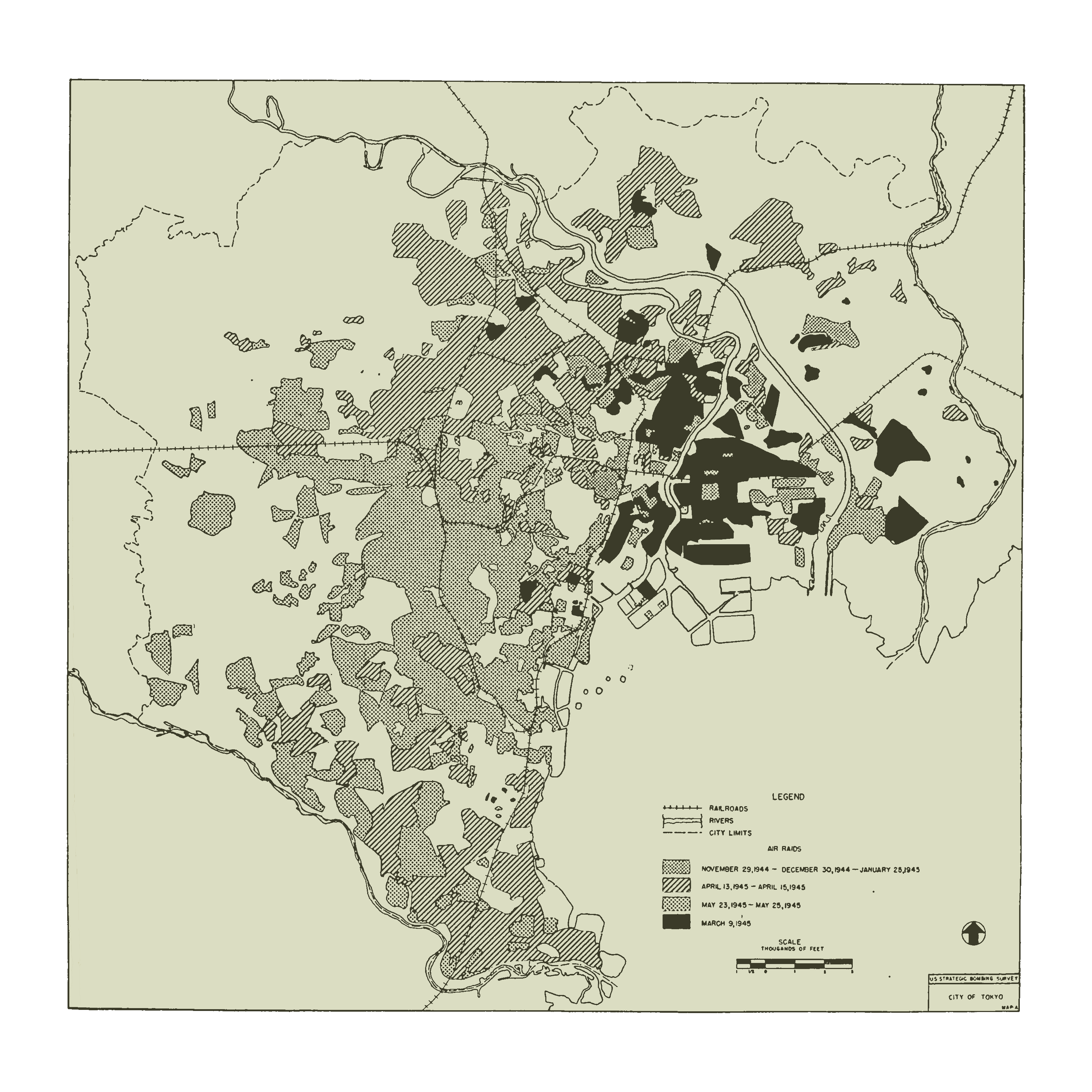
Carte de l'armée américaine de 1947 montrant l'étendue des bombardements.

Les bombardements de Tokyo sont une opération militaire américaine d'envergure sur la capitale japonaise qui eut lieu en février, mars et mai 1945. Le nombre de morts s'est élevé à plus de 100 000 personnes, notamment à la suite du bombardement du 10 mars 1945. L'utilisation intensive de bombes incendiaires de nuit sur des bâtiments (et notamment des habitations) construits en bois qui ne disposaient pas de caves où se réfugier explique le nombre important de victimes. Les bombardements furent plus meurtriers que l'explosion atomique de Nagasaki cinq mois plus tard.
Pendant la Seconde Guerre mondiale, le bombardement stratégique des cibles sans valeur militaire directe est devenu une politique commune, notamment au Japon. En tant que capitale économique et politique de l'empire du Japon, Tokyo était une cible évidente d'un assaut sur « la base du tissu économique et social du pays » dans le cadre des bombardements stratégiques sur le Japon. La ville fut donc visée par de multiples vagues de bombardements de l'aviation des États-Unis, dont les plus ravageurs eurent lieu de février à juin 1945, peu avant la capitulation du Japon.
Selon l'historien Kenneth P. Werrell, le bombardement de Tokyo est « l'un des raids aériens les plus meurtriers de tous les temps, surpassant Dresde, Hambourg et Nagasaki, d’une échelle comparable à Hiroshima, et certainement l’un des plus destructeurs ».

## Premier raid
Le premier raid sur Tokyo, dit le raid de Doolittle, eut lieu le 18 avril 1942, où seize bombardiers B-25 Mitchell lancés du porte-avions USS Hornet attaquèrent Yokohama et Tokyo avec pour objectif de se replier sur des terrains d'aviation en zone libre de la République de Chine, alors envahie par le Japon. Lancées prématurément, ces incursions furent des « piqûres d'épingle » militaires mais elles constituèrent une victoire significative pour la propagande et incitèrent l'état-major japonais à lancer la bataille de Midway.

## Multiplication des raids
À mesure que les troupes américaines se rapprochaient des côtes japonaises, les Forces aériennes américaines United States Air Force
purent multiplier les raids et en augmenter l'intensité, d'autant plus que les nouveaux B-29 avaient un rayon d'action de 1 500 milles. Ces derniers ont de ce fait lâché 90 % des 160 800 tonnes de bombes reçues par le Japon.
Au début de l'année 1944, les escadrilles de B-29 décollaient d'Inde ou de Chine, puis, à partir d'octobre 1944, des îles Mariannes (dont Tinian, d'où partit l’Enola Gay lors de sa mission sur Hiroshima). Le premier raid de B-29 sur le territoire du Japon eut lieu le 15 juin. 
Le 24 novembre 1944 eut lieu le premier raid venant de l'est en direction de Tokyo, mené par 88 bombardiers. Seulement 10 % des bombes, larguées à 30 000 pieds (10 000 mètres) d'altitude, atteignirent leur objectif.
La fréquence des bombardements augmenta après l'arrivée du général Curtis LeMay à la tête du 21e Bomber Command situé sur les îles Mariannes en janvier 1945. LeMay déclara que les Japonais devaient être « brûlés, bouillis et cuits à mort ». Les raids de B-29 eurent désormais lieu de nuit, à une altitude de 7 000 pieds (2 300 mètres) sur les principales agglomérations : Tokyo, Nagoya, Osaka, et Kobe. En dépit du succès limité des bombes incendiaires, LeMay était déterminé à employer de telles bombes contre les villes japonaises vulnérables. Les attaques sur des cibles stratégiques continuèrent de jour, à un rythme moins élevé.
Le premier raid avec des bombes incendiaires au napalm eut lieu sur Kobe le 3 février 1945 et son succès encouragea l'Air Force à continuer dans cette direction. La défense antiaérienne japonaise n'ayant presque plus les moyens de riposter, les bombardiers furent allégés de leur blindage et de leurs armes défensives pour pouvoir transporter des bombes de plus en plus lourdes. Le premier raid de ce type sur la capitale eut lieu dans la nuit du 23 au 24 février et fut mené par 174 B-29.
Dans la nuit du 9 au 10 mars 1945 eut lieu le deuxième grand bombardement de Tokyo, qui fut le plus meurtrier des bombardements de la Seconde Guerre mondiale,, dépassant en nombre de victimes les bombardements des villes allemandes de Hambourg en juillet 1943 ou de Dresde du 13 au 15 février 1945, qui ont servi de « terrains d'essais » des bombardements incendiaires sur Tokyo. Cette nuit-là, 334 B-29 larguèrent 1 700 tonnes de bombes, détruisant environ 30 km2 et causant plus de 100 000 morts dans la tempête de feu qui en résulta.
Un troisième raid nocturne fut lancé contre Tokyo le 24 mai 1945, pendant lequel 520 B-29 larguèrent 3 646 tonnes de bombes incendiaires. Il fut aussitôt suivi d'un dernier bombardement nocturne, dans la nuit du 25 au 26 mai, mené par 502 B-29 qui larguèrent 3 252 tonnes de bombes incendiaires et détruisirent 44 km2 de la superficie urbaine, principalement au centre. Étaient visés de nombreux ministères et une grande partie du palais impérial. Les pertes américaines furent de 26 appareils détruits et 100 endommagés.
Après ce raid, le commandant du XX Bomber Command, puis du XXII Bomber Command de l'USAF, le général Curtis LeMay estima que 50,8 % de la surface urbaine de la capitale et de ses faubourgs avaient été rasés. La ville fut alors rayée des objectifs militaires de l'USAF.
Tokyo ne fut pas bombardée exclusivement à l'aide de bombes incendiaires, car des raids avec des bombes explosives avaient lieu régulièrement. Après la capture de l'île d'Okinawa, les États-Unis y placèrent une division aérienne, ce qui permit d'augmenter la quantité de bombes larguées, de 13 800 tonnes en mars à 42 700 tonnes en juillet avec un objectif de 115 000 tonnes mensuelles.

## Conséquences
Cette campagne de bombardements détruisit une grande partie de la vieille ville de Tokyo (51 % environ), alors principalement construite en bois, du fait du grand incendie qui en résulta.